# Our Song (Anne-Marie e Niall Horan)
Our Song è un singolo dei cantanti britannici Anne-Marie e Niall Horan, pubblicato il 20 maggio 2021 come terzo estratto dal secondo album in studio di Anne-Marie Therapy.